# Aldrig mere uden
Aldrig mere uden er en dokumentarfilm instrueret af Claus Ladegaard efter manuskript af Esben Halding.

## Handling
En film om HIV og AIDS